# Passage interdit
Pour plus de détails, voir Fiche technique et Distribution.
Passage interdit (Untamed Frontier) est un western américain réalisé par Hugo Fregonese, sorti en 1952.

## Synopsis
L'histoire se déroule au Texas vers la fin du XIXe siècle. « Vous n'avez pas le droit d'entraver le progrès ! » Un journaliste informe Matt Denbow (Minor Watson) que s'il n'ouvre pas un passage au travers de ses terres pour que des colons puissent les franchir afin d'atteindre les libres pâturages cédés par le gouvernement, il le dénoncera dans les pages de son journal local. Le patriarche ne veut rien entendre et fait garder 24 heures sur 24 les limites de son domaine par les vaqueros commandés par son fils Glenn (Scott Brady) et son neveu Kirk (Joseph Cotten).
Mais lors d'une soirée dansante, alors qu'il était sorti flirter avec Jane (Shelley Winters), une serveuse, Glenn tue le prétendant de cette dernière, l'arme de celui-ci lui ayant été subtilisée auparavant afin qu'il n'ait aucune chance de pouvoir se défendre. Glenn étant accusé de meurtre, la honte risque de retomber sur la famille si un procès devait avoir lieu et qu'il ne puisse pas se disculper. Jane étant le seul témoin du drame, l'avocat véreux de la famille conseille que l'on célèbre le plus rapidement possible un mariage entre Glenn et Jane, la loi du Texas précisant qu'une épouse ne peut en aucun cas témoigner contre son mari. C'est ce qui se passe, la naïve Jane croyant dur comme fer que Glenn l'a prise pour femme par amour. Lorsqu'elle apprend la manipulation en lisant le journal, il est déjà trop tard.
Elle tient son nouvel époux à distance et s'affirme désormais comme une femme de caractère, capable de sauver la vie d'un vacher blessé en cautérisant sa plaie. Elle acquiert ainsi le respect de son cousin Kirk, un homme qui a toutes les qualités de droiture et de travail qui manquent à Glenn, et une attirance naît entre eux. Jane se confronte à son beau-père dont elle ne supporte pas la dureté et l'égoïsme, mais qui lui aussi commence à l’apprécier. En revanche, les relations se dégradent avec Glenn, qui finit par être chassé par son père.
Pendant ce temps, conseillés par le journaliste, des colons arrivent en grand nombre avec pour projet de forcer le passage à travers les terres des Denbow jusqu'aux pâturages communs. Dans le même temps, Glenn tombe sous l'emprise de l'un de ses maîtres vachers (Lee Van Cleef) et de Lottie, une jeune femme qui détient une preuve susceptible de le faire condamner ; tous deux le poussent à voler les bêtes de son père pour aller les vendre au Mexique tout proche.
Tout se passe pendant une nuit cruciale et au lever du soleil : le projet de vol échoue, Glenn est tué par l'un de ses acolytes et le patriarche lui-même meurt en tentant de bloquer les colons. Kirk, désormais seul maître du ranch, se laisse convaincre par Jane et ordonne de laisser passer les colons.

## Fiche technique
- Titre : Passage interdit
- Titre original : Untamed Frontier
- Réalisation : Hugo Fregonese
- Production : Leonard Goldstein et Ross Hunter	producteur associé (non crédité)
- Société de production : Universal Pictures
- Scénario : Gerald Drayson Adams, John Bagni et Gwen Bagni d'après une histoire de Houston Branch et Eugenia Night
- Musique : Hans J. Salter
- Photographie : Charles P. Boyle
- Montage : Virgil W. Vogel
- Direction artistique : Bernard Herzbrun et Nathan Juran
- Décorateur de plateau : Russell A. Gausman et Ruby R. Levitt
- Costumes : Bill Thomas
- Pays d'origine : États-Unis
- Format : Technicolor - Son : Mono (Western Electric Recording)
- Genre : Western
- Durée : 78 minutes
- Dates de sortie :
  - États-Unis : 23 juillet 1952 (Los Angeles)
  - France : 12 mars 1954
- Affiche : René Lefèbvre (France)

## Distribution
- Joseph Cotten (VF : Claude Bertrand) : Kirk Denbow
- Shelley Winters (VF : Claire Guibert) : Jane Stevens
- Scott Brady (VF : Raymond Loyer) : Glenn Denbow
- Suzan Ball (VF : Nelly Benedetti) : Lottie
- Minor Watson (VF : Raymond Rognoni) : Matt Denbow
- Katherine Emery : Camilla Denbow
- José Torvay (VF : Jean-Henri Chambois) : Bandera
- Douglas Spencer (VF : Marc Valbel) : Clayton Vance
- John Alexander (VF : Richard Francœur) : Max Wickersham
- Lee Van Cleef (VF : Roger Rudel) : Dave Chittun
- Richard Garland (VF : Roland Ménard) : Charlie Fentress
- Robert Anderson : Ezra McCloud
- Fess Parker : Clem McCloud
- Ray Bennett (VF : Lucien Bryonne) : Shérif Brogan
- Alex Montoya (non crédité) : José